# Болашак (Казталовский район)
Болашак (каз. Болашақ, до 2005 г. — Богатырёво) — село в Казталовском районе Западно-Казахстанской области Казахстана. Административный центр Болашакского сельского округа. Код КАТО — 274837100.

## Население
В 1999 году население села составляло 1140 человек (578 мужчин и 562 женщины). По данным переписи 2009 года, в селе проживало 988 человек (515 мужчин и 473 женщины).